# Sergio Batista
Sergio Daniel Batista (Buenos Aires, 1962. november 9. –) világbajnok argentin válogatott labdarúgó, edző. 

## Pályafutása

### Klubcsapatban
Pályafutását az Argentinos Juniors csapatában kezdte, melynek színeiben 1981-ben mutatkozhatott be. 1984-ben Metropolitano bajnokságot, 1985-ben pedig nemzeti bajnokságot és Libertadores-kupát nyert az Argentinos színeiben.
1988-ban a River Plate igazolta le, mellyel szintén bajnoki címet szerzett 1990-ben. 1992-ben a Nueva Chicago csapatában játszott, majd egy évvel később Japánba igazolt a PJM Futures együtteséhez. 1994-ben befejezte a pályafutását és segédedzőként kezdett el dolgozni 2 japán klubcsapatnál. 1997-ben az All Boys tagjaként még két évre visszatért az aktív játékhoz. Pályafutását végérvényesen 1999-ben fejezte be.

### A válogatottban
1985 és 1990 között 39 alkalommal szerepelt az argentin válogatottban. 1985. november 14-én egy Mexikó elleni barátságos mérkőzésen mutatkozhatott be, amely 1–1-es döntetlennel ért véget. Részt vett az 1986-os világbajnokságon, ahol az összes mérkőzésen pályára lépett, Argentína pedig világbajnoki címet szerzett. Részt vett az 1987-es és az 1989-es Copa Américan, illetve az 1990-es világbajnokságon, ahol a döntőben alulmaradtak az NSZK-val szemben.

### Edzőként
Edzői pályafutását az uruguayi Bella Vista csapatánál kezdte 2000-ben. Az Argentinos Juniors együttesét két alkalommal edzette. A 2005–06-os idényben Oscar Ruggeri segítője volt a San Lorenzónál.
2007 októberében az argentin U20-as válogatott élére nevezték ki és mellette irányította az olimpiai válogatottat is, mellyel a 2008-as pekingi olimpiai játékokon aranyérmet szerzett.
A 2010-es világbajnokságot követően Diego Maradonával nem hosszabbított a szövetség és Batistát nevezték ki megbízott szövetségi kapitánynak 2010. július 27-én. Irányításával Argentína két mérkőzést nyert (Írország ellen (1–0), a vb-címvédő Spanyolország ellen (4–1)), egyet pedig elveszített (Japán ellen 0–1). Három hónappal később megerősítették posztján, így már hivatalosan is ő volt az argentin válogatott szövetségi kapitánya. Első mérkőzésén 1–0-ra legyőzték Brazíliát egy 90. percben szerzett Messi góllal.
2011. július 25-én menesztették pozíciójából a 2011-es Copa Américán nyújtott gyenge teljesítmény miatt.

## Sikerei, díjai

### Játékosként
Argentinos Juniors
- Argentin bajnok (2): 1984 Metropolitano, 1985 Nacional

River Plate
- Argentin bajnok (1):1989–90

Argentína
- Világbajnok (1): 1986

### Edzőként
Argentína U23
- Olimpiai bajnok (1): 2008